# Svarttjärnen (Järvsö socken, Hälsingland, 684895-152851)
Svarttjärnen är en sjö i Ljusdals kommun i Hälsingland och ingår i Ljusnans huvudavrinningsområde.